# Francisco Serrão
Francisco Serrão (conocido en español como Francisco Serrano) (? - Tidore, 1521) fue un navegante portugués, amigo personal de Fernando de Magallanes, de quien posiblemente fuera primo. En su viaje de 1512 fue el primer europeo del que se tiene noticias en navegar hacia el este, más allá de Malaca, a través del archipiélago indonesio alcanzando las lucrativas «islas de las Especias», en el archipiélago de las Molucas. Se alió con el sultán Bayan Sirrullah, que gobernaba Ternate, donde se estableció y se convirtió en su asesor personal. Murió en la vecina isla de Tidore en circunstancias poco conocidas, al mismo tiempo que Magallanes también moría en la isla de Mactán, cerca de Cebú, en el archipiélago filipino.

## Biografía
Poco se sabe de sus primeros años de vida. Se unió a la expedición portuguesa de cinco barcos al mando de Diogo Lopes de Sequeira atacando Malaca en septiembre de 1509, en cuyos combates habría hecho una sólida amistad con Magallanes.

### Viaje a las islas de Banda
Serrão fue el capitán de uno de los tres buques (y el segundo al mando) de la expedición liderada por António de Abreu enviado en 1511 por Afonso de Albuquerque, desde Malaca, con la misión de encontrar las «islas de las Especias» del mar de Banda en las Molucas. El tercer buque era capitaneado por Afonso Bisagudo. La expedición estaba justificada porque Banda era la única fuente mundial conocida de la nuez moscada y el macis, especias usadas para fines tan variados como saborizantes, medicamentos y conservantes de alimentos, en la época muy apreciadas en los mercados europeos. Los portugueses trataron de dominar sus fuentes, evitando así el circuito tradicional del comercio dominado por los comerciantes árabes que vendían a su vez a los venecianos a precios exorbitantes.
Pilotos malayos, contratados o a la fuerza, guiaron a los barcos de la expedición hacia el este, más allá de Java y lo largo de las islas menores de la Sonda, antes de guiarlos en dirección norte hacia Banda, pasando por la isla de Ambon. Cuando el barco de Serrão encalló en Gresik, en Java, tomó a una princesa javanesa como esposa, que le acompañó el resto del viaje.
En 1512 su barco se hundió, pero logró llegar a la isla de Luco-Pin (Hitu), al norte de Ambon. La expedición permaneció en las islas de Banda alrededor de un mes, comprando y embarcando en los barcos nuez moscada, macis y clavo, del que Banda ya era un puesto comercial próspero Serrão dejó Banda en un junco chino comprado a un distribuidor de la región, sustituyendo su barco perdido. Abreu navegó a través de Ambon, mientras que Serrão siguió hacia adelante, hacia las Molucas.

### Hitu
Con una tripulación de nueve portugueses y nueve indonesios, el buque fue sacudido por una tormenta contra un arrecife de una pequeña isla. Su intento de reunirse con Abreu fue impedido por esa tormenta y desembarcó en la isla de Ternate.
Cuando los habitantes de la isla, conocidos saqueadores de naufragios, se enteraron del hundimiento del barco de Serrão, se dirigieron al sitio. La tripulación de Serrão se encontraba desarmada y necesitaban ayuda, pero estaban en buen estado. Cuando los saqueadores se acercaron, atacaron a los portugueses y capturaron los dos barcos y sus tripulaciones. Sus salvadores involuntarios se vieron obligados a llevarlos a Ambon, donde desembarcaron en Hitu.
La armadura de Serrão, el mosquete y su experiencia náutica impresionaron a los poderosos jefes de Hitu que estaban en guerra contra Luhu, el principal asentamiento de la península de Hoamal, en la isla de Ceram, cerca de Hitu. Los portugueses también fueron bien recibidos en la región como compradores de alimentos y especias en un momento bajo del comercio, causado por la interrupción temporal de las navegaciones javanesas y malayas a la región desde los conflictos de 1511 en Malaca. Los visitantes fueron reclutados como aliados militares y sus posteriores exploraciones fueron vistas por los rivales vecinos de Tidore y Ternate, que enviaron a dos emisarios para inducir a los visitantes a ayudarles.

### Ternate
Aliándose de forma personal a Ternate, la potencia más fuerte en la región, Serrão pasó a servir como jefe de una banda de mercenarios portugueses al servicio del sultán Bayan Sirrullah, uno de los dos poderosos señores que controlaban el comercio de especias. Después de haber entablado una estrecha amistad, el sultán nombró a Serrão asesor personal en todas las cuestiones, incluidas las militares (según un documento supuestamente portugués) y familiares. Después de haber sido bien recibido por el sultán, Francisco Serrão decidió permanecer allí, sin hacer ningún esfuerzo para retornar a Malaca.

### Magallanes y la muerte de Serrão
Las cartas de Serrão a Magallanes, llevadas a Portugal a través de Malaca, y describiendo las «Ilhas das Especiarias», ayudaron a Magallanes a convencer a la Corona española para financiar su viaje de circunnavegación. Entretanto, antes de que ambos pudieran encontrarse en las Molucas, Serrão murió en circunstancias misteriosas en la isla de Ternate, casi al mismo tiempo que Magallanes moría en la batalla de la isla Mactan, en las Filipinas. Una teoría sugiere que Serrão fue envenenado por el sultán de Ternate. Sus posibles lazos familiares con João Serrão, uno de los acompañantes de Magallanes, siguen sin estar claros en la historiografía de las expediciones portuguesas en el Sudeste Asiático. El único documento escrito es una lista de los nombres de los capitanes de la Armada de Magallanes.
Antonio Pigafetta, el cronista de la expedición de Magallanes, registró el 8 de noviembre de 1521 que cuando los supervivientes de la expedición alcanzaron Tidore fueron informados de que:

(...) No hacía todavía ocho meses que había muerto en Ternate un Francisco Serrão, capitán general del rey de Ternate contra el rey de Tidore ... después, hecha la paz entre ellos, yendo un día Francisco Serrão a Tidore a contratar clavo, este rey mando envenenarle y no vivió más de cuatro días ... que dejó un hijo y una hija pequeños de una mujer que trajo de Java Mayor.
Antonio Pigafetta

La herencia dejada por Serrão fue una pequeña cantidad de clavo de olor por valor de 200 bahares. Pigafetta, en ese momento de la narración, apunta que Magallanes habría realizado el viaje de circunnavegación basándose en la información de Serrão y que estaría al corriente de las vicisitudes de su amigo en la península.